# Hartmans forskningsresor i Mellanamerika 1896-1899
Hartmans forskningsresor i Mellanamerika 1896-1899 utgjorde ett antal olika etnografiska och arkeologiska forskningsfärder som leddes av Carl Vilhelm Hartman under åren 1896-1899. Resorna gick till Costa Rica, El Salvador och Guatemala. Under de första två åren, 1896-97, utförde Hartman utgrävningar i Costa Rica. Över 400 gravar undersöktes. Under maj och juni 1896 utförde han undersökningar på låglandet vid Atlantkusten. Under juli flyttades fokus till höglandets dalgångar i inlandet i Cartagoområdet. Här arbetade han fram till mars 1897 då han utförde undersökningar vid Stilla havets kust. Här gjordes bland annat undersökningar på Nicoyahalvön och på öarna i Nicoyabukten. Dessa undersökningar höll på fram till september. Resorna kunde genomföras med stöd av bland annat Vega-stipendiet och ingenjör Åke Sjögren. 

## Utgrävningarna vid Las Mercedes, Atlantkusten
Den första undersökningen Hartman genomförde låg på marken tillhörande haciendan Mercedes, ca 300 meter väster om Rio Novillo. Sedan tidigare hade Minor C. Keith hämtat stenfigurer till Nationalmuseet i Washington från denna lämning. Lämningen utgjordes av flera olika konstruktioner. Störst var en stor ruinhög (mound) i den centrala delen. Runt om denna fanns flera andra anläggningar, bland annat murar och mindre högar. Allt var helt överväxt när Hartman kom dit och de fick röja hela lämningen. Till hjälp hade han sju man. Det omfattande regnandet försvårade arbetet. 
De största fynden under utgrävningen var bland annat de två stora stenfigurer som gått att se på Etnografiska museet sedan de kom till Sverige. Sedan början av 2000-talet har de visats i entrén. Figurerna var redan kända hos lokalbefolkningen och Hartmans tolkning var att dessa en gång i tiden stått på anläggningens topp med ansiktena vända mot soluppgången innan den raserades och figurerna blev stympade. Ytterligare figurer fanns men dessa fick Hartman inte tillåtelse att föra till Sverige. Han benämner anläggningen som en plattform men använder också ordet tempel. Hartman grävde ett schakt fram till högens mitt. Hela högen undersöktes alltså inte. Ytterligare schakt grävdes i några av de andra anläggningarna runt den stora centrala ruinen. Den har sedan kommit att bli känd som Hartmanplatformen.
I anslutning till detta tempelområde fanns ett gravfält som tidigare hade plundrats. Men Hartmans arbetslag lyckades hitta några orörda gravar. Dessa gravar låg grupperade inom plattformar eller inhägnader (enclosures) som avgränsades av stenmurar eller stenvallar. Totalt undersöktes 4 sådana grupper vilka tillsammans hade 17 gravar. Endast i en av dem återfanns skelettdelar men de var i alltför dålig kondition för att kunna tillvaratas. I en av gravarna återfanns en blå glaspärla av europeiskt ursprung vilket således visade att gravplatsen fortfarande användes efter europeernas ankomst.
Ca 100 m från den centrala högen hittades också en anläggning, en kammare fylld med kärl och keramik. Denna tolkades inte som en grav utan som en "cache", dvs ett slags matförråd, skafferi eller en matkällare. De fann även resterna av en stenhuggarverkstad som var fylld med olika former mer eller mindre färdiga stenfigurer.

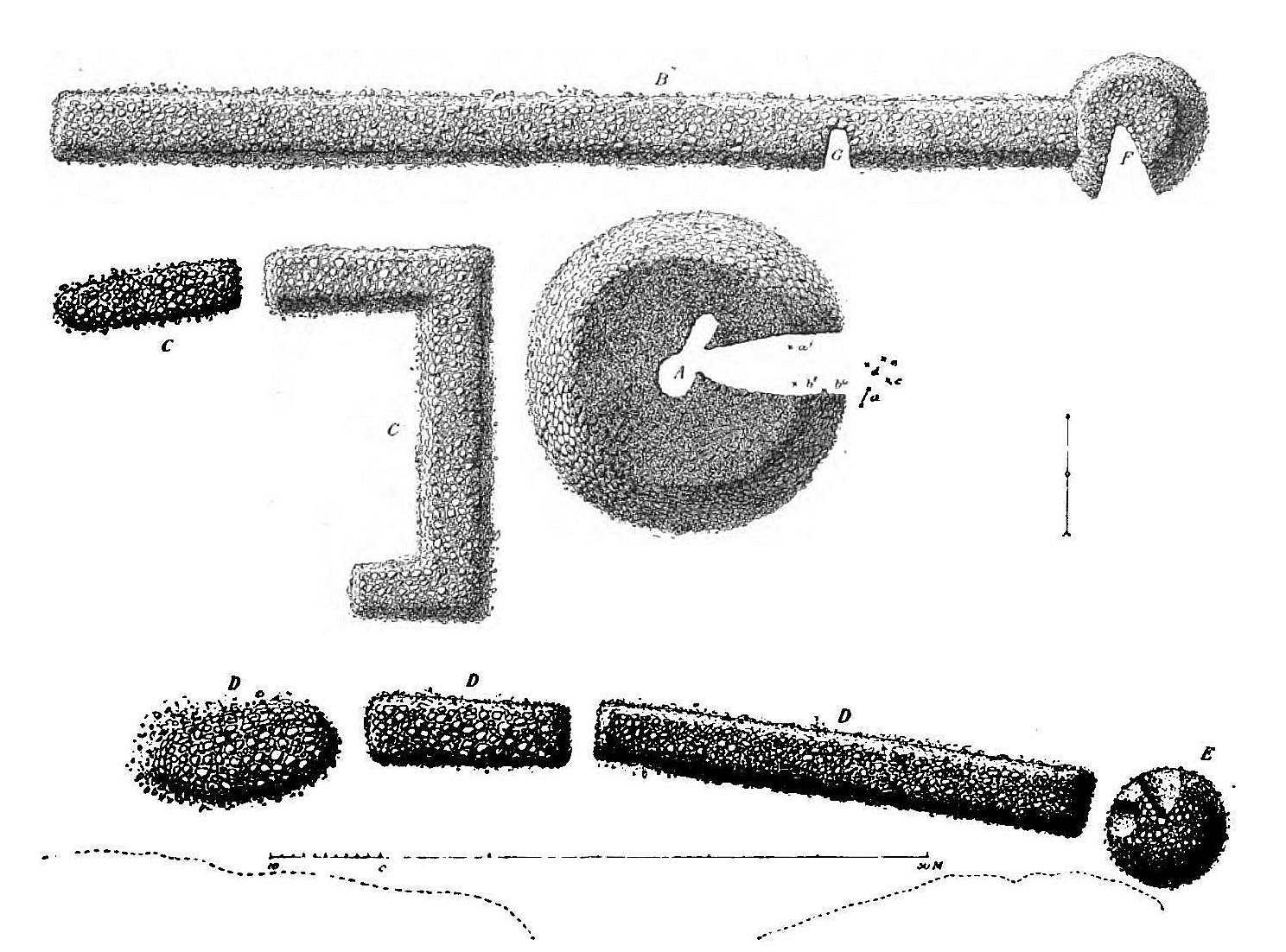
Planritning över tempelhögen vid Las Mercedes, 1896.
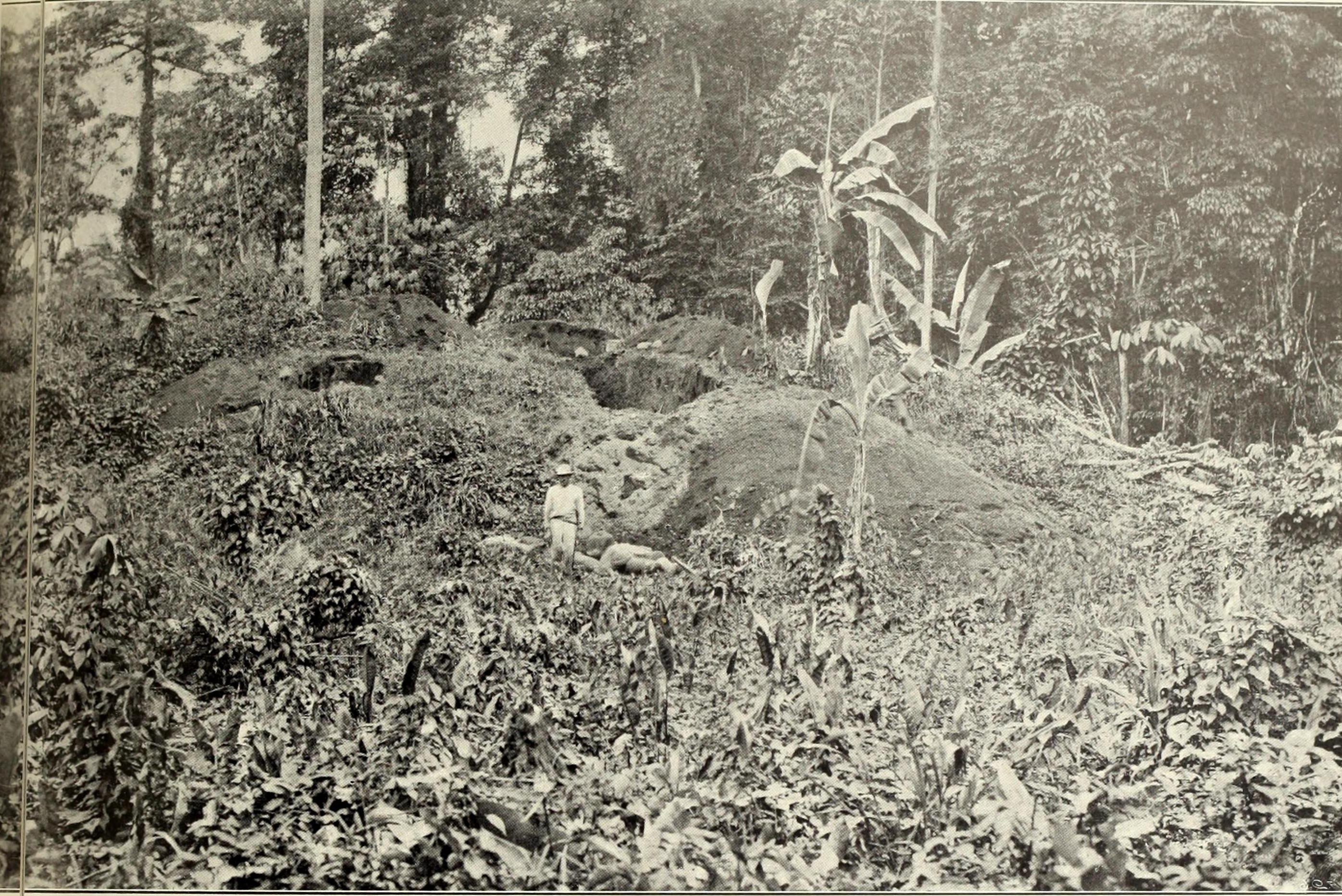
Tempelhögen vid Las Mercedes under utgrävning 1896.
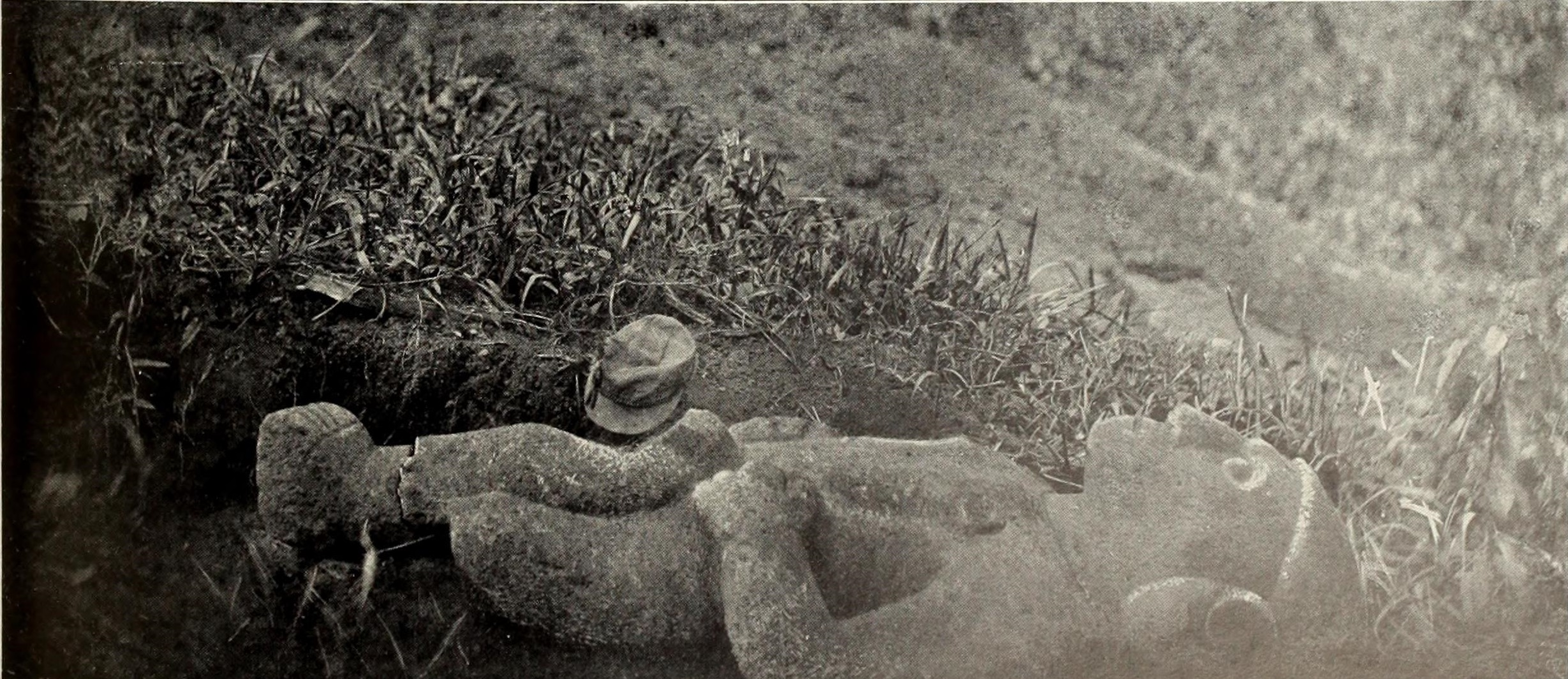
En av statyerna vid Las Mercedes.
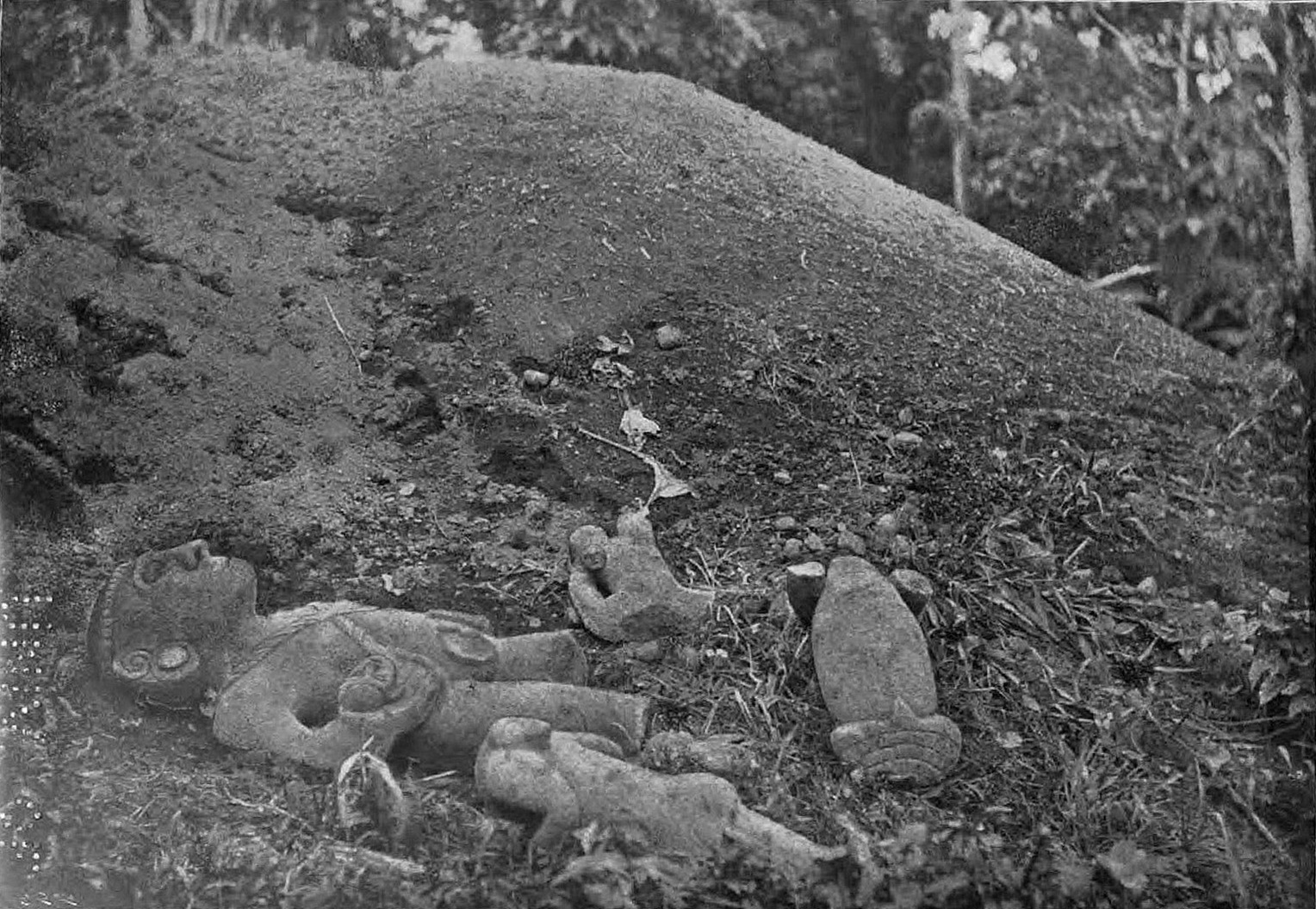
En av statyerna vid Las Mercedes.
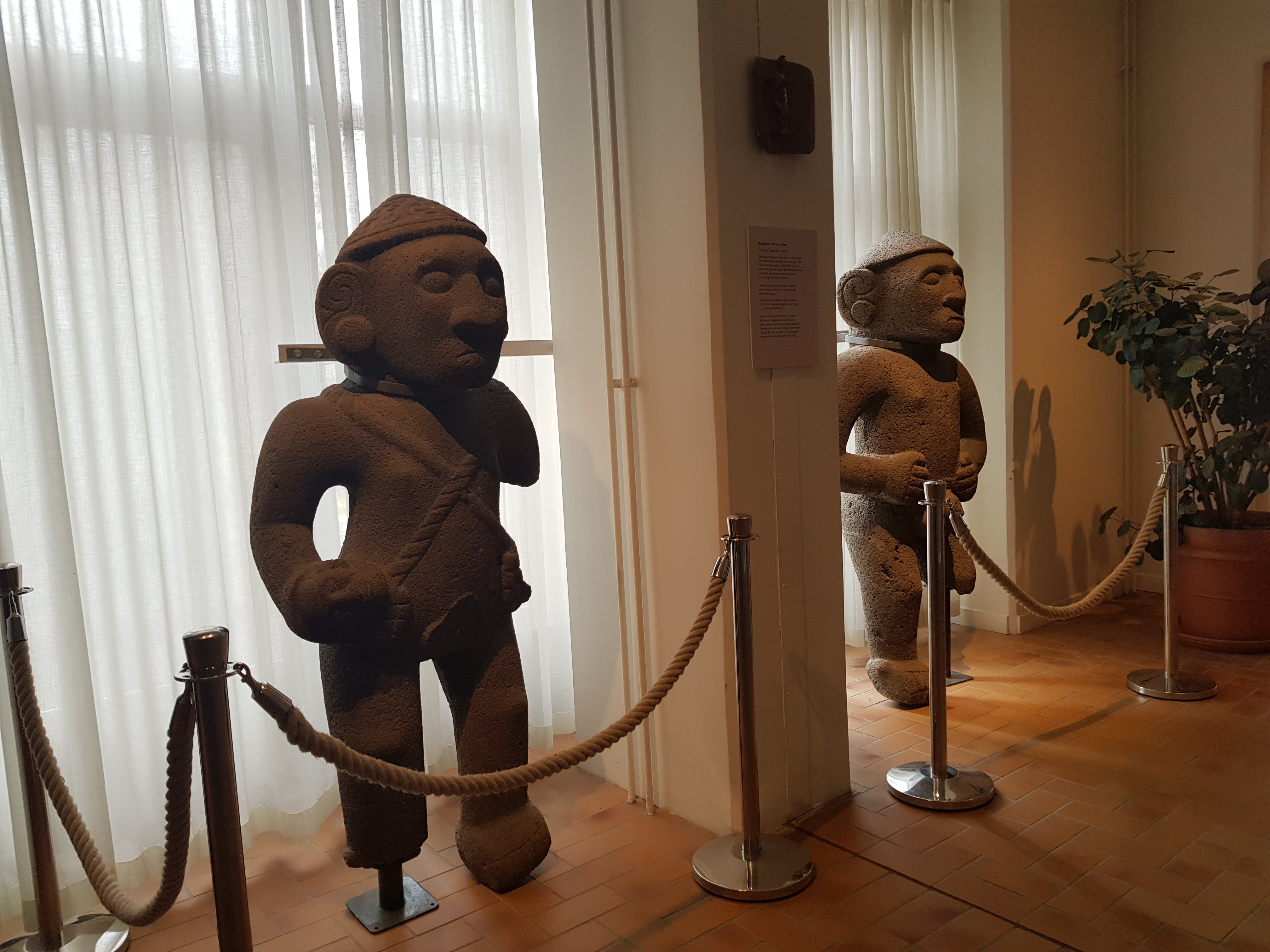
De två figurerna från Las Mercedes i entrén till Etnografiska museet, Stockholm.

## Utgrävningarna i höglandet
Att arbeta med arkeologiska utgrävningar uppe i Costa Ricas högland var betydligt bekvämare än att gräva i regnskogen vid kusten. Före Hartman var det många som plundrat och grävt ut i Cartagodalen och Hartman var osäker på om det var möjligt att hitta några orörda platser. I närheten av Santiago Station fanns ett stort antal plantager och i anslutning till dessa hade mycket arkeologiskt material framkommit. Hartman hittade inga lämningar här dock men ca en halvtimmes väg från Santiago Station på en öppen gräsplatå ovanför Reventazonfloden fick han tips om stencirklar och högar. Här utförde Hartman utgrävningar och undersökte totalt 24 gravar plus 12 gravar. Inga skelettdelar var bevarade. Gravgåvorna utgjordes av keramik.  
Ca tre kilometer väster om Santiago ligger Chircot, en by med förkolonial historia. 500 meter ovanför dalen nära ranchen Angelina ligger ett gravfält som Hartman undersökte. Det var ett stort gravfält med stenkistor i tre lager. Totalt undersökte Hartman 205 gravar. Inga egentliga skillnader i gravgåvor och konstruktion kunde urskiljas mellan de tre lagren. 50 meter öst om detta gravfält ligger ytterligare ett fält som dock var skadat. Här utförde Hartmans kollega Lorenzo Masís utgrävningar.  
Efter att ha utfört grävningarna vid Chircot begav sig Hartman till andra sidan dalen nära byn Los Limones. Här hade tidigare Masís utfört utgrävningar. De undersökte två gravfält. Det första bestod av 26 gravar, det andra 39. Gravkonstruktionerna var samma som i Chircot och gravgåvorna utgjordes av lerkärl, lerskedar och ett fåtal stenföremål. Masís undersökte på egen hand ett tredje gravfält.  
Nästa plats som undersöktes var vid Orosí, en gammal boplats som låg 1 mil sydöst om Cartago. När Hartman kom till platsen fanns där en kaffeplantage. Delar av platsen hade utsatts för skattletare och gravplundrare. Här undersökte de fem olika anläggningar numrerade I-V. Orosí I innehöll 17 gravar, II innehöll 6 gravar, III innehöll 4 gravar och IV innehöll ett fåtal gravar (undersökt av Masís). Oros´s V var den största av de gravfält/anläggningar som undersöktes. Högen (mound) var 18 meter i diameter och 1-2 meter hög. 65 gravar grävdes ut. Det fanns också spår som visade att grävningar tidigare utförts i anläggningen.   
Förutom utgrävningarna köpte också Hartman arkeologiskt material från lokalbefolkningen i området kring Cartago.   

## Utgrävningar vid Stilla havet
I mars 1897 reste Hartman vidare till västkusten. Här utförde han undersökningar vid Stilla havets kust, bland annat på Nicoyahalvön och på öarna i Nicoyabukten. Dessa undersökningar höll på fram till september.   

## Etnografiska undersökningar i Guatemala och El Salvador och vidare till USA
I Guatemala och El Salvador samlade han etnografika. I El Salvador var det pipiler (eller cuzcatlecs, Hartman kallade dem Salvadors azteker) som han kom att intressera sig för och han tillbringade tid med dem fram till våren 1899. Han tillbringade även 3 månader i Guatemala med xincas.

### Pipilerna, El Salvador
På inrådan av professor Daniel Garrison Brinton, Philadelphia beslutade Hartman att det första målet för hans etnografiska studier skulle bli pipilerna. I september 1897 reste han därför från Puntarenas med båt och anlände till Acajutla i El Salvador. Hans arbete höll på till våren 1899 och under denna tid hade han sitt huvudkvarter i Nahuizalco. Ett av hans första möten med landets ursprungsbefolkning skedde på vägen till huvudstaden vid järnvägsstationen Ceiba. Här såg han ett tjugotal individer, marscherande i en lång rad, alla hopbundna som slavar med ett rep. De eskorterades av soldater med gevär. Ursprungsbefolkningen tvingades fortfarande vi denna tid till krigstjänstgöring.
Hartmans första intryck var ett välfungerande och välordnat samhälle. När han skulle genomföra sina fotograferingar och kroppsmätningar hade han dock svårt att finna individer som var beredda på att gå honom till mötes vilket han skyllde på vidskepelse och misstro mot nymodigheter. Han hade även många gånger svårt att köpa och byta till sig föremål. Men i samband med en revolution fick han möjlighet att utnyttja tillfället då befolkningen tvångsrekryterades som soldater. Hartman befann sig vid tillfället vid gränsen till Guatemala och fick följa med de revolutionära trupper som begav sig till Nahuizalco och intog staden. Han tog sig sedan ner till staden Sonsonate där 400 pipiler ingick i garnisonens truppstyrka. Med stöd av ett rekommendationsbrev från krigsministern kunde Hartman mäta och fotografera 70 män eftersom de stod under krigslagarna och var tvungna att klä av sig. Han fick sedan möjlighet att komplettera med ytterligare personer på andra orter. Även om han vid ett flertal tillfällen påpekar hur orättvist pipilerna och andra ursprungsfolk behandlas, och hur de utnyttjades, ifrågasatte Hartman aldrig själv sina arbetsmetoder i sina artiklar. Istället lyfter han andra forskares påståenden om att det skulle vara omöjligt att genomföra den här typen av mätningar i området för att betona vilken bedrift han åstadkommit.
Han tog fram en ordlista för språket som han konstaterade var på väg att dö ut. Hartman skrev att det vid tiden fanns 100 000 azteker i västra Salvador. Ca en fjärdedel av dessa talade fortfarande språket men antalet minskade hela tiden. Vidare dokumenterade han deras jordbruk, biodlingar och husdjurshållning.
Han samlade in bland annat korgarbeten och textilarbeten. Eftersom befolkningen ofta var motvillig att avyttra några föremål till Hartman fick han ofta förlita sig på sin tolk, José Beltran. Vid framställning av korgar och mattor använde pipilerna ett halvgräs som de kallade tule och som de färgade och flätade. Vävkonsten var på väg att helt utkonkurreras av spanjorernas produkter och bomull odlades inte längre. Det enda i stort sett som fortfarande tillverkades var så kallade kvinnobälten. 
Hartmans samlingar från El Salvador finns på Etnografiska museet, Stockholm. 

### USA
I maj reste han till USA där han stannade i sex månader och besökte då olika museer innan han återvände till Sverige och kunde bearbeta materialet.